# Соловей-свистун
Соловей-свистун (лат. Larvivora sibilans) — небольшая певчая птица из семейства мухоловковых. Ареал гнездования вида простирается от Южной Сибири и Охотского моря до южного Китая и юго-восточной Азии.

## Таксономия
Соловья-свистуна ранее относили к роду Luscinia. Крупное молекулярно-филогенетическое исследование, опубликованное в 2010 году, показало, что этот род не является монофилетическим. Поэтому он был разделён, и несколько видов, включая Larvivora sibilans, были переведены в восстановленный род Larvivora. Генетически наиболее близок к красноголовому соловью (Larvivora ruficeps). Эти два вида образуют сестринскую группу клады, включающей также Larvivora akahige и Larvivora komadori.
Название рода Larvivora происходит от неолатинского слова larva, означающего «гусеница», и -vorus со значением «поедающий» (от vorare, пожирать), а видовое название sibilans в переводе с латыни означает «свистящий».

## Внешний вид и строение
Соловей-свистун почти такого же размера, как зарянка, длина его тела 14 см. Он серовато-коричневый сверху и от серого до белого снизу, с круглыми бледными отметинами на сильно пёстром горле и груди. У него ярко-рыжие надхвостье и хвост. Бока охристые, вокруг глаза имеется беловатое кольцо и выраженная охристая полоса на щеке. Кончик подклювья слегка приподнят. Клюв коричневато-чёрный, ноги розовато-серые. Представители обоих полов в целом похожи друг на друга, но самки могут быть немного бледнее. Молодые особи похожи на взрослых, но имеют охристый оттенок и тёмные края верхнего оперения. На первый взгляд эту птицу можно спутать с американскими короткоклювыми дроздами (Catharus), такими как бурый короткоклювый дрозд и дрозд-отшельник.
Самец поёт днём, а также ночью в период размножения. Песня состоит из нескольких похожих фраз, представляющих собой громкие каскадные трели, начинающиеся с высокой тональности и заканчивающиеся более низкими, напоминающие ржание лошади. Крики включают свист, когда птица встревожена, и звонкое «чок-чок», когда пара выращивает птенца.

## Распространение и среда обитания
Соловей-свистун — перелётный насекомоядный вид, гнездящийся в лесах тайги северо-восточной Азии и к югу до Монголии, а также зимующий в Юго-Восточной Азии и южном Китае. Изредка залетает в Западную Европу. Первая регистрация этой птицы в Европе была сделана на Фэйр-Айле, Шотландия, в октябре 2004 года. Ещё одна была замечена в Польше в январе 2006 года. В октябре 2011 и сентябре 2013 года вид отмечали в Норфолке, Англия, а также в Дании в октябре 2012 года.
Это птица хвойных редколесий и сырых широколиственных лесов с поваленными деревьями и густым подлеском, особенно с елью и пихтой, ивой, ольхой, берёзой, тополем и черёмухой. В основном это равнинный вид, но иногда встречается на высоте до 1200 м над уровнем моря. На зимовках встречается в лесах, на участках с редкими деревьями, кустарниках, парках и садах.

## Поведение
Эту птицу трудно обнаружить, поскольку она прячется среди скрытых ветвей и остаётся неподвижной в течение длительного времени. По привычкам вид наземный и насекомоядный, питается в основном муравьями, жуками, пауками и другими беспозвоночными. Часто характерным образом машет хвостом.
Размножение происходит в июне или июле. Гнездо имеет чашеобразную форму и часто находится в дупле дерева или на пне и обычно совсем близко к земле. Оно сделано из опавших листьев, травы и мха; лоток выстлан более тонкими материалами. В кладке обычно пять или шесть яиц, однотонных бледно-голубых или голубовато-серых с неравномерными коричневыми пятнами. Миграция на юг начинается вскоре после выкармливания птенцов: в конце августа в России и через несколько недель в Корее. Птицы прилетают в район Гонконга в ноябре, а также зимуют в Таиланде, Лаосе и Вьетнаме. Весной они снова движутся на север, достигая Кореи в мае и России к началу июня.

## Охранный статус
Международный союз охраны природы относит соловья-свистуна к видам, вызывающим наименьшие опасение. Это связано с тем, что он имеет чрезвычайно большой ареал и, по всей видимости, довольно обычен в его пределах, а популяция производит впечатление стабильной.